# Sân bay quốc tế Northwest Florida Beaches
Sân bay quốc tế Northwest Florida Beaches ((IATA: ECP, ICAO: KECP, LID FAA: ECP)) là một sân bay công cộng 18 dặm về phía tây bắc của thành phố Panama, trong quận Bay. Sân bay này thuộc sở hữu của Sân bay Thành phố Panama - Quận Bay và khu công nghiệp và nằm ở phía bắc của Bãi biển Thành phố Panama, Florida, gần Vịnh Tây. Nó thay thế sân bay quốc tế Panama City-Bay County (Fannin Field, PFN), được đặt tại Panama City.
Sân bay mở cửa cho các chuyến bay thương mại vào ngày 23 tháng 5 năm 2010 và là sân bay quốc tế đầu tiên ở Hoa Kỳ được thiết kế và xây dựng kể từ vụ khủng bố 11 tháng 9. Sân bay hiện không có các chuyến bay quốc tế thường lệ, do dân số nhỏ ở các khu vực xung quanh và thực tế là nhu cầu thăm viếng thành phố Panama chủ yếu là khu vực và/hoặc quốc gia. Sân bay được gọi là sân bay quốc tế Northwest Florida-Panama City, nhưng các hãng hàng không yêu cầu cơ quan sân bay thay đổi thành tên khu vực hơn.